# Ernest Ansermet

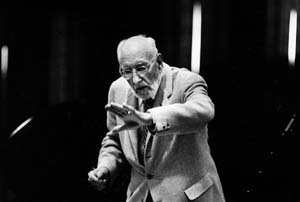
Ernest Ansermet (1965)

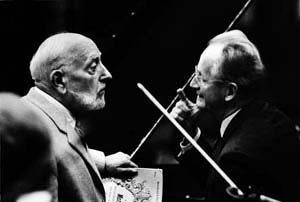
Ansermet e Wilhelm Kempff (1965)

Ernest Alexandre Ansermet (11 de novembro de 1883 - 20 de fevereiro de 1969) foi um maestro suíço.

## Biografia
Ansermet nasceu em Vevey, na Suíça. Embora tenha sido um contemporâneo de Wilhelm Furtwängler e Otto Klemperer, Ansermet representa em vários aspectos uma tradição diferente e uma abordagem distinta daquela destes dois musicistas. Originalmente foi um professor de matemática, lecionando na Universidade de Lausanne. Começou a conduzir no Casino de Montreux em 1912 e de 1915 a 1923 foi o maestro dos Balés Russos de Diaghilev. Viajando para a França conheceu Claude Debussy e Maurice Ravel. Durante a Primeira Guerra Mundial  conheceu Ígor Stravinsky, que foi exilado na Suíça, e esse encontro foi o começo de uma longa amizade, que foi levada para a vida toda. Em 1918, Ansermet fundou sua própria orquestra, a Orchestre de la Suisse Romande. Ansermet fez turnês pela Europa e Américas com a orquestra e tornou-se famoso por performances exemplares de música moderna. 
Depois da Segunda Guerra Mundial, Ansermet e sua orquestra tiveram proeminência internacional através de um contrato de longo prazo com a gravadora Decca. Desde esta época até a sua morte gravou muitas obras de seu repertório, muitas delas mais de uma vez. Suas interpretações foram amplamente consideradas limpas e autoritárias, embora as orquestras nem sempre fossem de primeiro nível. Anserment desaprovou a prática de Stravinsky de revisar suas obras e sempre tocou as versões originais. Embora famoso pelas performances de música moderna de outros compositores como Arthur Honegger e Frank Martin, Ansermet evitou por completo as obras de Arnold Schoenberg e seus associados, e criticou Stravinsky quando começou a usar as técnicas de doze tons em suas composições. Nos seus últimos anos fez gravações surpreendentes de discos de Haydn, Beethoven e Brahms. Em Maio de 1954, Ansermet fez inúmeras gravações para a Decca. Entre as obras gravadas incluem-se O Quebra Nozes de Tchaikovsky, e Nocturnes de Debussy.
Ansermet foi um homem fervoroso que sempre defendeu suas opiniões. Foi notável na Grã-Bretanha pelos seus ensaios argumentativos com orquestras britânicas. Sua última gravação do O Pássaro de Fogo de Stravinsky foi feita em Londres com a Orquestra Nova Philharmonia, e incluía a gravação de sessões de ensaios.
Ansermet compôs algumas obras para piano e composições para orquestra, entre elas um poema sinfônico intitulado Feuilles de Printemps (Folhas da Primavera). Também fez a orquestração de Six épigraphes Antiques de Debussy em 1939.
Ansermet faleceu aos 85 anos em 20 de fevereiro de 1969, em Genebra.